# Calligaster viridipennis
Calligaster viridipennis är en stekelart som beskrevs av Giordani Soika 1958. Calligaster viridipennis ingår i släktet Calligaster och familjen Eumenidae. Inga underarter finns listade.